# Kim Hee-sun
Kim Hee-sun, née le 11 juin 1977 à Daegu, est une actrice sud-coréenne. Elle rencontre le succès dans les années 1990 grâce aux premiers rôles qu'elle incarne dans des séries télévisées. Elle jouera par la suite aussi bien dans des films d'arts-martiaux comme Bichunmoo en 2000 et The Myth en 2005, que dans des dramas comme Faith en 2012 ou Angry Mom en 2015.

## Carrière
Kim Hee-sun gagne le Fair Face Beauty Contest en 1992 quand elle était encore en études secondaires, et commence à poser pour des magazines de la presse jeunesse. En 1993, elle apparaît dans une publicité pour Lotte, qui la conduit à faire ses débuts d'actrice dans la série télévisée Dinosaur Teacher.
Au milieu des années 1990, sa popularité est grandissante, et elle enchaîne les rôles dans les dramas coréens comme Men of the Bath House (1995), Propose (1997), Wedding Dress (1997), Forever Yours (1998), Mister Q (1998), Sunflower (1998), ou encore Tomato (1999). Elle remporte pour son jeu dans Mister Q le Grand Prix (Daesang) des SBS Drama Awards à seulement 21 ans, ce qui en fait la plus jeune lauréate. Durant cette période, elle apparaît également dans de nombreuses publicités, et devient populaire non seulement auprès des sud-coréens mais aussi en dehors de ses frontières,.
Malgré son succès sur le petit écran, les portes du cinéma ont du mal à s'ouvrir pour Kim Hee-sun. Elle fait ses débuts dans Repêchage (1997) aux côtés de Jang Dong-gun, puis dans Ghost in Love en 1999, tous deux réalisés par Lee Kwang-hoon. En 2000, elle joue le rôle de la fille d'un général mongol dans le film d'arts martiaux à gros budget Bichunmoo. Malgré les critiques qui ont pu lui être faites quant à son jeu, ce film lui a donné plus de visibilité que n'importe quel autre auparavant, que ce soit à l'échelle locale ou internationale ; renforçant par la même occasion sa position de star incontournable de la vague culturelle sud-coréenne des années 1990 à 2000 en Asie du Sud,.
Fin 2001, Kim Hee-sun change tout à fait de rôle ; elle se coupe les cheveux court et joue dans le film Wanee & Junah. Malgré sa bonne prestation, le film fait un flop. À partir de 2003, sa carrière connait alors un ralentissement. Elle retourne à la télévision, mais les séries dans lesquelles elle joue, My Fair Lady et Sad Love Story ne rencontrent pas le succès,,.
Grâce à sa popularité auprès du public chinois, elle réussit à décrocher un rôle au côté de Jackie Chan dans The Myth, film pour lequel elle dut apprendre le mandarin,. De retour en Corée, elle ne retrouve toujours pas le succès avec un nouveau flop, Smile Again, en 2006.
Kim Hee-sun se marie en 2007, et se consacre alors à sa vie de famille. Cinq années durant, elle n'apparait que dans des magazines, et publie un livre en 2009 sur le fait d'être mère, intitulé Kim Hee-sun's Happy Mom Project,,,.
Elle fait une apparition en 2011 dans le film chinois The Warring States, mais fait officiellement son retour en 2012 dans une romance sud-coréenne de Song Ji-na et Kim Jong-hak, Faith,,,,.
En 2013, Kim Hee-sun devient présentatrice du talk show Strong Heart. Elle joue ensuite dans le drama Wonderful Days (2014),. Suit alors Angry Mom en 2015, salué par la critique,. En 2016 et 2017, elle joue dans Ice Fantasy et The Lady in Dignity, deux séries télévisées. Cette dernière rencontre un fort succès en devenant la série la mieux notée de la chaîne JTBC, qui retransmet la série. La performance de Kim est largement appréciée,.

## Vie privée
Kim se marie avec l'homme d'affaires Park Ju-young le 19 octobre 2007,,. Elle donne naissance à Park Yeon-ah le 21 janvier 2009,,.

## Discographie
| Année | Artiste                      | Titre de la chanson                                                          | Album                | Langue           |
| ----- | ---------------------------- | ---------------------------------------------------------------------------- | -------------------- | ---------------- |
| 2005  | Jackie Chan & Kim Hee-sun    | Endless Love (無盡的愛 Wujin De Ai)                                          | BO de The Myth       | chinois / coréen |
| 2005  | Yoon Gun & Kim Hee-sun       | No Matter How Many Times We Part (몇번을 헤어져도 Myeochbeon-eul Heeojyeodo) | BO de Sad Love Story | coréen           |
| 2011  | Mighty Mouth ft. Kim Hee-sun | Love Is (사랑이란 Sarang Yi Ran)                                             | Mighty Fresh         | coréen / anglais |

## Filmographie

### Film
| Année | Titre                  | Rôle            |
| ----- | ---------------------- | --------------- |
| 1997  | Repechage              | Eun-hye         |
| 1999  | Ghost in Love          | Jin Chae-byul   |
| 1999  | Calla                  | Kang Ji-hee     |
| 2000  | Bichunmoo              | Sullie          |
| 2001  | Wanee & Junah          | Wa-ni           |
| 2003  | A Man Who Went to Mars | So-hee          |
| 2005  | The Myth               | Princess Ok-soo |
| 2011  | The Warring States     | Pang Fei        |

### Série télévisée
| Année | Title                         | Titre d'origine      | Rôle                       | Chaîne   |
| ----- | ----------------------------- | -------------------- | -------------------------- | -------- |
| 1993  | Dinosaur Teacher              | 공룡선생             | Kim Hee-sun                | SBS      |
| 1994  | The Story of Chunhyang        | 춘향전               | Seong Chunhyang            | KBS1     |
| 1995  | Agatha Christie               | 이가사 크리스티      | Lee Joon-hee               | SBS      |
| 1995  | Sons of the Wind              | 바람의 아들          | Lee Yeon-hwa               | KBS2     |
| 1995  | Men of the Bath House         | 목욕탕집남자들       | Kim Soo-kyung              | KBS2     |
| 1996  | Colors "White Side"           | 컬러                 | Kim Hye-jin/Song Eun-young | KBS2     |
| 1996  | A Faraway Country             | 머나먼 나라          | Seo Woon-ha                | KBS2     |
| 1997  | Propose                       | 프로포즈             | Kim Yoo-ra                 | KBS2     |
| 1997  | New York Story                | 뉴욕 스토리          | Jae-in                     | SBS      |
| 1997  | Wedding Dress                 | 웨딩드레스           | Kim Doo-na                 | KBS2     |
| 1998  | Forever Yours                 | 세상끝까지           | Han Seo-hee                | MBC      |
| 1998  | Mister Q                      | 미스터 큐            | Han Hye-won                | SBS      |
| 1998  | Sunflower                     | 해바라기             | Han Soo-yeon               | MBC      |
| 1999  | Tomato                        | 토마토               | Lee Han-yi                 | SBS      |
| 1999  | Goodbye My Love               | 안녕 내 사랑         | Seo Yeon-joo               | MBC      |
| 2003  | My Fair Lady                  | 요조숙녀             | Ha Min-kyung               | SBS      |
| 2005  | Sad Love Story                | 슬픈연가             | Park Hye-in                | MBC      |
| 2006  | Smile Again                   | 스마일 어게인        | Oh Dan-hee                 | SBS      |
| 2012  | Faith                         | 신의 (Chinese: 神医) | Yoo Eun-soo                | SBS      |
| 2014  | Wonderful Days                | 참 좋은 시절         | Cha Hae-won                | KBS2     |
| 2015  | Angry Mom                     | 앵그리맘             | Jo Kang-ja/Jo Bang-wool    | MBC      |
| 2016  | Ice Fantasy                   | 幻城                 | Lian Ji                    | Hunan TV |
| 2017  | The Lady in Dignity           | 품위있는 그녀        | Woo Ah Jin                 | JTBC     |
| 2022  | Tomorrow                      |                      | Gu Ryeon                   | Netflix  |
| 2022  | Remarriage and Desires        | 블랙의 신부          | Seo Hye-seung              | Netflix  |
| TBA   | Xiuxian - He Xiangu biography | 修仙记之何仙姑传     | Empress Wu Zetian (Cameo)  | TBA      |

### Spectacle de variété
| Année     | Titre                                                   | Chaîne       | Notes         |
| --------- | ------------------------------------------------------- | ------------ | ------------- |
| 1993      | Live TV Music 20                                        | SBS          | Présentatrice |
| 1995      | TV Time Travel                                          | MBC          | Présentatrice |
| 1996–1998 | Live TV Music 20                                        | SBS          | Présentatrice |
| 1999      | There Is Something Special with Kim Hee-sun             | SBS          | Présentatrice |
| 2001      | A Very Special Gift with Kim Hee-sun                    | SBS          | Présentatrice |
| 2009      | Human Documentary Love: I Want to Be Thumbelina's Mom Ⅲ | MBC          | Narratrice    |
| 2013      | Hwasin: Controller of the Heart                         | SBS          | Présentatrice |
| 2017      | Island Trio                                             | O'live / tvN |               |
| 2018      | Talkmon                                                 | O'live / tvN | Présentatrice |